# Antichthonidris bidentata
Antichthonidris bidentata é uma espécie de inseto do gênero Antichthonidris, pertencente à família Formicidae.